# Pinzona coriacea
Pinzona coriacea är en tvåhjärtbladig växtart som beskrevs av Carl Friedrich Philipp von Martius och Zucc. Pinzona coriacea ingår i släktet Pinzona och familjen Dilleniaceae. Inga underarter finns listade i Catalogue of Life.